# دامباخ (آلمان)
دامباخ (به آلمانی: Dambach) یک شهر در آلمان است که در بیرکنفلد واقع شده‌است. دامباخ ۱۵۵ نفر جمعیت دارد.